# آذرهراسی
آذرهراسی یا پیروفوبی (به انگلیسی: Pyrophobia) هراس از آتش است و اگر فراتر از نرمال باشد می‌تواند غیرمنطقی به حساب آید. این هراس، هراسی کهن و قدیمی است و احتمالاً از زمان کشف آتش توسط انسان وجود داشته‌است.